# کونستانتینووو (استان بورگاس)
کونستانتینووو (به بلغاری: Konstantinovo) یک منطقهٔ مسکونی در بلغارستان است که در کامنو واقع شده‌است.